# Notiogyne
Notiogyne Tanasevič, 2007 è un genere di ragni appartenente alla famiglia Linyphiidae.

## Distribuzione
L'unica specie oggi attribuita a questo genere è stata rinvenuta in Russia: precisamente nell'Oblast' dell'Amur e nel Territorio di Chabarovsk, località della Russia orientale.

## Tassonomia
A dicembre 2011, si compone di una specie:
- Notiogyne falcata Tanasevič, 2007[4] — Russia